# Panzergruppe 2
Le Panzergruppe 2 est une unité de la taille d'une armée allemande qui a servi dans la Wehrmacht pendant la Seconde Guerre mondiale.
Le Panzergruppe 2 est formé le 16 novembre 1940 à partir du 19e corps d'armée.

Il est aussi connu en tant que Armeegruppe Guderian du 28 juillet au 3 août 1941

Il est renommé 2e Panzer Armee le 5 octobre 1941.

## Organisation

### Commandant
| Début            | fin            | Grade         | Commandant     |
| ---------------- | -------------- | ------------- | -------------- |
| 16 novembre 1940 | 5 octobre 1941 | Generaloberst | Heinz Guderian |

### Chef d'état-major
| Début            | fin            | Grade          | Commandant                    |
| ---------------- | -------------- | -------------- | ----------------------------- |
| 16 novembre 1940 | 5 octobre 1941 | Oberstleutnant | Kurt Freiherr von Liebenstein |

## Zones d'opérations
- France : novembre 1940-juin 1941
- Front de l'Est (secteur centre) : juin 1941-octobre 1941

## Ordres de bataille
22 juin 1941
- Stab
- XXIV Panzerkorps
  - 3. Panzer-Division
  - 4. Panzer-Division
  - 10. Infanterie-Division
  - 1. Kavallerie-Division
- XLVI Panzer Corps
  - 10. Panzer-Division
  - SS-Division "Das Reich"
  - Infanterie-Regiment Groß-Deutschland

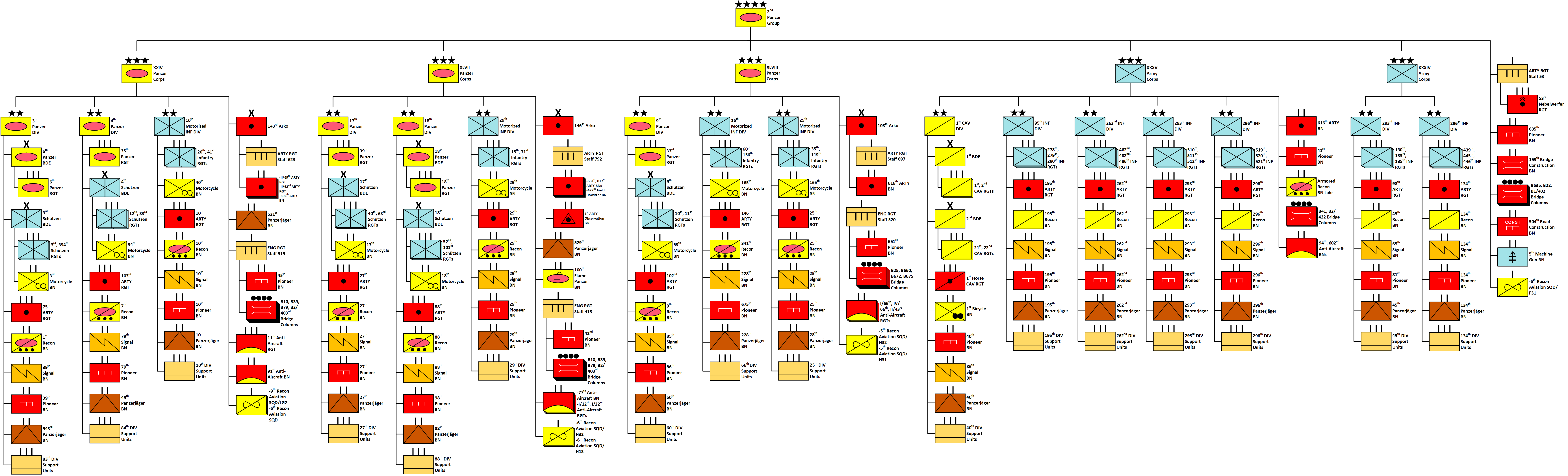
Organisation du Panzergruppe 2, au départ de la Bataille de Moscou le 27 septembre 1941.

- XLVII Panzerkorps
  - 17. Panzer-Division
  - 18. Panzer-Division
  - 29. Infanterie-Division (mot.)
- Fallschirm-Flak-Regiment Hermann Göring

27 juillet 1941
- Stab
- VII Armeekorps
  - 7. Infanterie-Division
  - 23. Infanterie-Division
  - 78. Infanterie-Division
  - 197. Infanterie-Division
- XX Armeekorps
  - 15. Infanterie-Division
  - 268. Infanterie-Division
- IX Armeekorps
  - 263. Infanterie-Division
  - 292. Infanterie-Division
  - 137. Infanterie-Division
- XLVI Panzerkorps
  - 10. Panzer-Division
  - SS-Division "Das Reich"
  - Infanterie-Regiment Groß-Deutschland
- XXIV Panzerkorps
  - 4. Panzer-Division
  - 3. Panzer-Division
  - 10. Infanterie-Division (mot.)
- XLVII Panzerkorps
  - 18. Panzer-Division
  - 17. Panzer-Division
  - 29. Infanterie-Division (mot.)

30 septembre 1941
- Stab
- XLVIII Panzerkorps
  - 9. Panzer-Division
  - 16. Infanterie-Division (mot.)
  - 25. Infanterie-Division (mot.)
- XXIV Panzerkorps
  - 3. Panzer-Division
  - 4. Panzer-Division
  - 10. Infanterie-Division (mot.)
- XLVII Panzerkorps
  - 17. Panzer-Division
  - 18. Panzer-Division
  - 20. Infanterie-Division (mot.)
- XXXIV Armeekorps
  - 45. Infanterie-Division
  - 135. Infanterie-Division
- XXXV Armeekorps
  - 296. Infanterie-Division
  - 95. Infanterie-Division
  - 1. Kavallerie-Division